# 中村倫也 (格闘家)
中村 倫也（なかむら りんや、1995年3月23日 - ）は、日本の総合格闘家、元レスリングフリースタイル選手。埼玉県出身。アメリカン・トップチーム所属。レスリングU-23世界選手権優勝。Road to UFC Season 1バンタム級トーナメント優勝。

## 経歴

### レスリング
レスリングは5歳の時に、複数の事業を経営する実業家であった中村の父親が出資していた総合格闘技ジム「PUREBRED大宮」で元レスリング世界チャンピオンの山本美憂が立ち上げたキッズレスリング教室で習い始めた。山本美憂の長男である山本アーセンとは同期であり、美憂の実弟である山本“KID”徳郁から指導を受ける事もあった。父親が様々な格闘家と交友関係が広かったことから、幼少の頃はヒクソン・グレイシーやカーロス・ニュートンなど著名な格闘技選手に遊んでもらうこともあった。同時期にレスリングと並行して水泳も習っていたが、小学校4年の時にジュニアオリンピックの標準タイムを切るなど全国レベルの戦績を残した。
小学校5年と6年の時には全国少年少女大会で2連覇したが、この当時はPRIDEに憧れ将来総合格闘技に進む予定で、その一環としてレスリングに取り組んでいた。しかし、春野中学校3年の時に全国中学生選手権42kg級で優勝するなど、実績を積み重ねるうちにレスリングに専念することに決めて、中学校時代から出稽古に通っていた花咲徳栄高校へ進んだ。高校2年の時にはJOC杯カデットの部50kg級で優勝すると、世界カデット選手権でも3位になった。3年の時にはインターハイのフリースタイル55kg級準決勝で後に東京オリンピック60kg級銀メダリストとなる韮崎工業高校2年の文田健一郎に敗れて3位にとどまったが、団体戦では後にリオデジャネイロオリンピック57kg級銀メダリストになる霞ヶ浦高校2年の樋口黎を破って、花咲徳栄高校レスリング部の創部以来の目標であったインターハイ団体戦初優勝に貢献した。高校卒業後に総合格闘技に転向するつもりだったが、インターハイで負けたまま中途半端で総合格闘技に転向しても勝てないと思い、また親にも止められたことで大学に進学した。
高校では勉強にも励み良い評定を取ったことで早稲田大学に進学することになっていたが、インターハイで負けたことが悔しくもう1回しっかりレスリングをやりたいと思っていたところに、同世代で一目を置かれる存在だった与那覇竜太から誘われたことで専修大学への進学を決めた。2013年に1年の時にJOC杯ジュニアの部で優勝すると、2年の時には全日本学生選手権と全日本大学選手権57kg級で2冠を果たした。3年の時には全日本選手権の準決勝でリオデジャネイロオリンピックで銀メダリストとなる日体大2年の樋口黎に敗れて3位にとどまり、リオデジャネイロオリンピック代表候補から外れた。4年の時には全日本選抜選手権決勝で、翌年の世界選手権で金メダリストとなる綜合警備保障の高橋侑希を破って優勝した。その後かねてから傷めていた肩の手術に踏み切った。大学卒業のタイミングで総合格闘技への転向を監督やコーチに相談するが、選手として旬のタイミングでの日本でのオリンピック開催は願ってもないチャンスだと説得され、実力的にもオリンピック代表を狙える位置にいたことで再び総合格闘技への転向を断念してレスリングを続けることにした。
2017年には博報堂DYスポーツの所属となると、階級を61kg級に上げた。全日本選抜選手権の決勝及び世界選手権代表を決めるプレーオフでは、同じく階級を上げてきたリオデジャネイロオリンピック銀メダリストの樋口黎を立て続けに破って代表権を獲得した。世界選手権では優勝するハジ・アリエフに2回戦で敗れ、敗者復活戦を勝ち上がるも3位決定戦でヨウリス・ボネロドリゲスに敗れ5位にとどまった。初開催となった23歳以下の世界一を決めるU-23世界選手権では決勝でカザフスタンの選手を12－2でテクニカルフォール勝ちして、61kg級の初代世界王者となった。
2019年2月、より強くなるために階級上の86kg級の選手とスパーリングをしていたところ、投げの打ち合いで肩から落ちた際に肩の神経が切れ脱臼した。医者から復帰まで9か月かかると診断され怪我の回復から12月のオリンピック代表選考会までにコンディションを仕上げるのは到底間に合わなかったが、トーナメント出場全選手それぞれの肩の痛みで腕がまともに上がらない状態でも勝てる方法を研究し、2019年12月、東京オリンピックの代表選考を兼ねた全日本選手権に出場した。研究の成果もありトーナメントを勝ち進むにつれパフォーマンスがどんどん上がっていき、準々決勝でこれまで練習で全く勝てなかった先輩に勝利したことで最高に勢いに乗った状態で翌日の決勝進出が決まった。その夜にオリンピック金メダリスト候補の乙黒拓斗に勝つには刺し違える覚悟で身を捧げるしかないと思い頭髪を全て剃り、翌日の決勝で乙黒拓斗に挑むがあえなく敗れオリンピック代表の座を逃した。

### 総合格闘技
2020年4月1日、自身のSNSにおいてレスリング引退と総合格闘技転向を発表した。
2021年、LDHの格闘技部門LDH martial artsの所属選手契約を勝ち取るオーディションにすでにLDH所属の立場であったが志願して参加。その模様はオーディションの過程と参加者の姿を追った番組『格闘DREAMERS』としてABEMAで放送され、オーディションの最終審査となった試合ではプロ総合格闘家の新井拓巳を僅か42秒左フックで破り契約継続を勝ち取った。
2021年7月25日、プロデビュー戦を修斗で論田愛空隆と対戦し、2RハイキックでKO勝ち。
2022年1月16日、PROFESSIONAL SHOOTO 2022 開幕戦で修斗バンタム級ランキング9位の野尻定由と対戦。ゴングと同時に跳び蹴りを放った野尻に左フックを合わせた後、パウンドでTKO勝ちを収めた。
2022年4月24日、POUNDSTORMでアリアンドロ・カエタノと対戦、1Rにパンチを受けて右瞼をカットして出血するも、タックルからのテイクダウンで試合を優位に運び、3-0の判定勝ちを収めた。

### Road to UFC
2022年6月10日、シンガポール・カランのシンガポール・インドア・スタジアムで開催されたRoad to UFC Season 1のバンタム級トーナメント1回戦でググン・グスマンと対戦し、V1アームロックによる一本勝ちを収め、準決勝に進出した。　
2022年8月10日、LDH martial artsが「弊社所属格闘家の中村倫也を、本日付けで契約解除といたしました。これまで応援していただいたファンの皆さま並びに関係者の皆さまには深くお詫び申し上げます。」と発表。　中村はTwitterに「今までとは別の道で格闘技に専念していきます」と投稿した。
2022年10月23日、Road to UFC Season 1のバンタム級トーナメント準決勝で野瀬翔平と対戦し、左フックでダウンを奪った後パウンドによるKO勝ちを収め、決勝に進出した。

### UFC
2023年2月4日、UFC Fight Night: Lewis vs. Spivakで開催されたRoad to UFC Season 1のバンタム級トーナメント決勝で風間敏臣と対戦し、1R開始33秒に左フックでKO勝ちを収め、トーナメント優勝と同時にUFCとの契約を獲得し、パフォーマンス・オブ・ザ・ナイトを受賞した。
2023年8月26日、UFC本戦初出場となったUFC Fight Night: Holloway vs. The Korean Zombieでファーニー・ガルシアと対戦し、3-0の判定勝ち。
2024年2月17日、UFC 298でカルロス・ヴェラと対戦し、3-0の判定勝ち。
2025年1月18日、UFC 311でムイン・ガフロフと対戦し、0-3の判定負け。キャリア初黒星を喫した。

## 人物・エピソード
- 小学2年生の時から当時世界一だった日本の総合格闘技団体『PRIDE』の大ファン[25]。自分のことを『PRIDEキチガイ』と呼んでおり、「将来、俺は絶対にここに上がる！」と決めていた。子供の頃は毎日学校が終わると走って帰り、家で同じPRIDEのビデオを繰り返し見たり「PRIDEごっこ」をしていた。また、「当時PRIDEは、UFCとか世界全部の選手を集めていた大会を開催していたので、何があっても必ず会場に行くようにしていた」と話し、PRIDE会場観戦の常連だったことも明かしている。そして最終的にライバルのUFCがPRIDEを買収して大会を開かないままPRIDEを消滅させた際には「もうUFCを目指すしか無いのか・・」と落胆して喪失感から立ち直れなくなり、「凄い存在になればアメリカからPRIDEを取り戻せるんじゃないか」、「将来、例え俺が1人になったとしても、UFCからPRIDEを日本に取り戻す！」と考えた。その後、成人して、PRIDEの後継団体であるRIZINの2022年大晦日大会を見に会場に行った際、大会の演出でPRIDEのオープニングテーマが会場に鳴り響いた際には、過去の自分を思い出して涙が止まらなくなった[26]。
- レスリング時代の得意技はリンクル（頭を相手の脚の間に入れて回転する変形のアンクルホールド）[2]。
- 弟の中村剛士も元レスリング選手であった[27]。
- 俳優の中村倫也とは名前の漢字表記が同じである（ただし名前の読みは異なり、俳優の中村倫也は「ともや」）。2023年3月25日に俳優の中村倫也が日本テレビアナウンサーの水卜麻美との結婚を発表した際には、本稿の中村が結婚したと勘違いしたファンや関係者などから祝福の電話やメールが殺到する事態があった。これを受けて俳優の中村と水卜を祝福するコメントを寄せた[28]。
- 同じ総合格闘家の河名マストは専修大学レスリング部の同級生、武田光司は1学年下の後輩、山北渓人は2学年下の後輩。

## 戦績

### プロ総合格闘技
| 総合格闘技 戦績 | 総合格闘技 戦績 | 総合格闘技 戦績 | 総合格闘技 戦績 | 総合格闘技 戦績 | 総合格闘技 戦績 | 総合格闘技 戦績 |
| --------------- | --------------- | --------------- | --------------- | --------------- | --------------- | --------------- |
| 11 試合         | (T)KO           | 一本            | 判定            | その他          | 引き分け        | 無効試合        |
| 10 勝           | 6               | 1               | 3               | 0               | 0               | 0               |
| 1 敗            | 0               | 0               | 1               | 0               | 0               | 0               |

| 勝敗 | 対戦相手               | 試合結果                             | 大会名                                                            | 開催年月日     |
| ○    | ネイサン・フレッチャー | 1R 1:02 TKO（左三日月蹴り→パウンド） | UFC Fight Night: Taira vs. Park                                   | 2025年8月2日   |
| ×    | ムイン・ガフロフ       | 5分3R終了 判定0-3                    | UFC 311: Makhachev vs. Moicano                                    | 2025年1月18日  |
| ○    | カルロス・ヴェラ       | 5分3R終了 判定3-0                    | UFC 298: Volkanovski vs. Topuria                                  | 2024年2月17日  |
| ○    | ファーニー・ガルシア   | 5分3R終了 判定3-0                    | UFC Fight Night: Holloway vs. The Korean Zombie                   | 2023年8月26日  |
| ○    | 風間敏臣               | 1R 0:33 KO（左フック）               | UFC Fight Night: Lewis vs. Spivak 【バンタム級トーナメント 決勝】 | 2023年2月4日   |
| ○    | 野瀬翔平               | 1R 2:21 KO（左フック→パウンド）      | Road to UFC Season 1 【バンタム級トーナメント 準決勝】            | 2022年10月23日 |
| ○    | ググン・グスマン       | 1R 3:24 V1アームロック               | Road to UFC Season 1 【バンタム級トーナメント 1回戦】             | 2022年6月10日  |
| ○    | アリアンドロ・カエタノ | 5分3R終了 判定3-0                    | POUNDSTORM                                                        | 2022年4月24日  |
| ○    | 野尻定由               | 1R 0:25 TKO（パウンド）              | プロフェッショナル修斗 2022 開幕戦                                | 2022年1月16日  |
| ○    | 論田愛空隆             | 2R 0:20 KO（左ハイキック）           | プロフェッショナル修斗 2021 Vol.5                                 | 2021年7月25日  |
| ○    | 新井拓巳               | 1R 0:42 TKO（左ストレート）          | 格闘DREAMERS                                                      | 2021年5月15日  |

### アマチュア総合格闘技
| 勝敗 | 対戦相手           | 試合結果                 | 大会名                                    | 開催年月日    |
| ○    | ミランダ・アーレン | 1R 2:55 腕ひしぎ十字固め | アマチュアパンクラス 横浜ケージファイト13 | 2021年2月28日 |

## 獲得タイトル
- Road to UFC Season 1（英語版）バンタム級トーナメント 優勝（2023年）

## 主なレスリング戦績
- 2008年 -　全国中学生選手権 2位（38kg級）
- 2009年 -　全国中学生選手権　優勝（42kg級）
- 2011年 -　JOC杯カデットの部 優勝（50kg級）
- 2011年 -　世界カデット選手権 3位（50kg級）

55kg級での戦績
- 2012年 -　インターハイ　個人戦 3位　団体戦 優勝
- 2012年 -　全国高校生グレコローマン選手権 2位
- 2012年 -　国体 少年の部 2位
- 2013年 -　JOC杯ジュニアの部　優勝
- 2014年 -　ペトコ・シラコフ＆イワン・イリエフ国際大会 2位（60kg級）

57kg級での戦績
- 2014年 - 全日本学生選手権 優勝
- 2014年 - 全日本大学選手権 優勝
- 2015年 -　JOC杯ジュニアの部 3位（60kg級）
- 2015年 - 全日本選抜選手権 3位
- 2015年 - スペイン・グランプリ 2位
- 2015年 - 全日本選手権 3位
- 2016年 - 全日本選抜選手権 優勝

61kg級での戦績
- 2017年 - 全日本選抜選手権 優勝
- 2017年 - 世界選手権 5位
- 2017年 - U-23世界選手権 優勝

65kg級での戦績
- 2018年 - 全日本選手権 3位
- 2019年 - 全日本選手権 2位

## 表彰
- UFC パフォーマンス・オブ・ザ・ナイト（1回）